# グレープフルーツスプーン

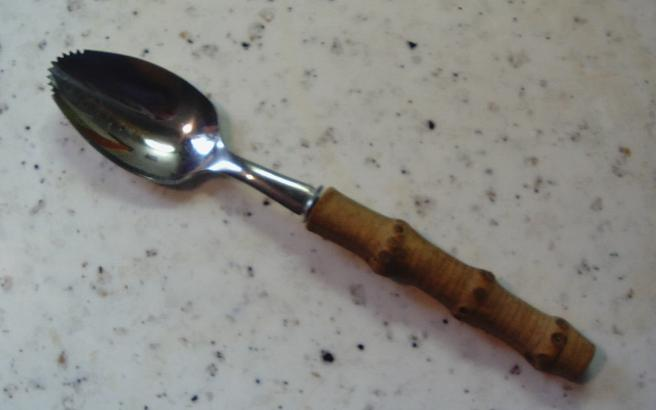
グレープフルーツスプーン

グレープフルーツスプーン(Grapefruit spoon)は、ティースプーンに似た形状で、より細長く、グレープフルーツの果肉を皮から剥がすために先端部が鋸葉状になったスプーンである。オレンジスプーンとも呼ばれ、他の柑橘類やキウイフルーツ、メロン等を食べる時にも用いられる。
先端部が平らで側面が鋸刃状になっているものでは、先端部をナイフのように使って果物を切ることができる。